# Nena Daconte
I Nena Daconte sono un gruppo di musica pop spagnola.
La loro musica è un miscuglio di pop e rock classico, i cui testi affrontano le problematiche nell'amore, solitudine o nella ricerca di ideali. Il nome del gruppo deriva dal personaggio del racconto El rastro de tu sangre en la nieve, contenuto nel libro Dodici racconti raminghi (Doce cuentos peregrinos) dello scrittore Gabriel García Márquez.
Dal 2006 al 2010 la formazione prevedeva anche il chitarrista Kim Fanlo ma, in seguito al suo abbandono, attualmente il progetto musicale comprende la sola cantante spagnola Mai Meneses.

## Discografia

### Album
- 2006 - He Perdido Los Zapatos
- 2008 - Retales de Carnaval

### Singoli
- 2006 - Idiota
- 2006 - En Qué Estrella Estará (Vuelta Ciclista España Theme)
- 2006 - The Mighty Quinn (Bob Dylan cover, Codorniu Theme Song)
- 2007 - Marta
- 2008 - Tenía Tanto Que Darte
- 2009 - El Aleph